# Витаминный
Витами́нный — посёлок в Сосновском районе Челябинской области. Входит в состав Полетаевского сельского поселения. Находится рядом с федеральной автодорогой М-5 «Урал».

## Население
| 2002 | 2010 |
| ---- | ---- |
| 348  | ↘335 |

По данным Всероссийской переписи, в 2010 году численность населения посёлка составляла 335 человек (169 мужчин и 166 женщин).

## Улицы
Уличная сеть посёлка состоит из 6 улиц.